# ダンドナルド伯爵
ダンドナルド伯爵（英語: Earl of Dundonald）は、スコットランド貴族の伯爵位。スコットランド議会議員だったダンドナルドの初代コクラン卿ウィリアム・コクランが1669年に叙位されたのに始まり、以降その男系男子によって継承され続けている。2020年現在の当主は第15代ダンドナルド伯爵イアン・コクラン。

## 歴史

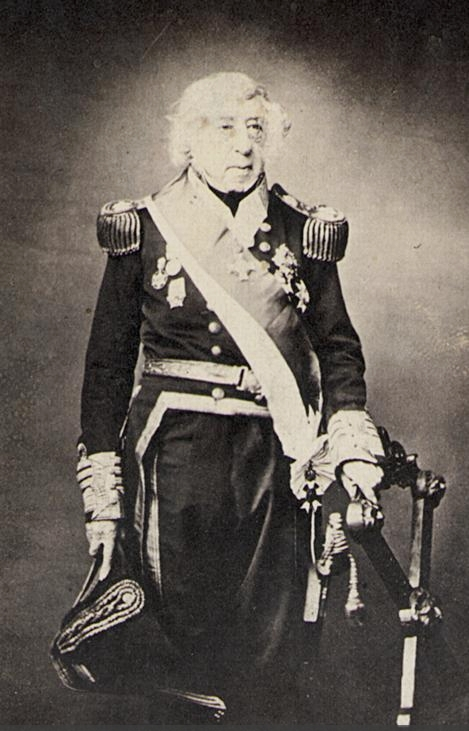
1854年の第10代ダンドナルド伯爵トマス・コクラン

スコットランド・エアやレンフルーの大地主でエアシャー選挙区選出のスコットランド議会議員だったウィリアム・コクラン(不詳-1685)は、1647年12月26日にスコットランド貴族爵位「ダンドナルドのコクラン卿(Lord Cochrane of Dundonald)」に叙位された。彼は1648年にチャールズ1世に代わってスコットランドに兵を集める目的でアイルランドへ派遣されている。1653年にペイズリーに土地を獲得したが、その翌年にはクロムウェルから罰金を科された。王政復古後の1669年5月12日にスコットランド貴族爵位の「ダンドナルド伯爵(Earl of Dundonald)」、「ペイズリー＝アキルトリーのコクラン卿(Lord Cochrane of Paisley and Ochiltree)」に叙位された。
初代伯の曽孫にあたる4代伯ジョン・コクラン(1687–1720)は、1713年から1714年にかけてスコットランド貴族の貴族代表議員として英国貴族院に議席を保有し、トーリー党に属した。
初代伯の来孫にあたる8代伯トマス・コクラン(1691–1778)は、陸軍において少佐まで昇進したほか、襲爵前の1722年から1727年にかけてレンフルーシャー選挙区から選出されてホイッグ党の庶民院議員を務めている。1730年から1764年まではスコットランド物品税委員を務めた。
8代伯の孫の10代伯トマス・コクラン(1775–1860)は、王立海軍軍人としてナポレオン戦争で活躍したが、1814年に株で詐欺を働いたとされて海軍や議会から追放された。その後、1817年から1823年にかけて対スペイン独立戦争中のチリ、1823年から1825年にかけて対ポルトガル独立戦争中のブラジル、1827年から1828年にかけて対オスマン独立戦争中のギリシャにおいて、独立を目指す各国の海軍を指導した。ブラジル滞在中の1824年にはブラジル皇帝ペドロ1世よりマラニャン侯爵(Marquês do Maranhão)という非世襲爵位を与えられた。1830年には圧縮空気を利用したケーソン工法の特許を得、橋梁建設の進歩に貢献した。1832年に恩赦を受けて王立海軍に復帰し、最終的には海軍大将まで昇進。軍艦に蒸気機関を使うことを提唱した。
現在の当主は10代伯の来孫にあたる15代伯イアン・アレグザンダー・ダグラス・ブレア・コクラン(1961-)である。
本邸はスコットランド・アーガイル・レダイグ・ロッホネル城(Lochnell Castle)。

## 現当主の保有爵位
現当主イアン・コクランは以下の爵位を保有している。
- 第15代ダンドナルド伯爵 (15th Earl of Dundonald)
(1669年5月12日の勅許状によるスコットランド貴族爵位)
- ダンドナルドの第15代コクラン卿 (15th Lord Cochrane of Dundonald)
(1647年12月26日の勅許状によるスコットランド貴族爵位)
- ペイズリー＝アキルトリーの第15代コクラン卿 (15th Lord Cochrane of Paisley and Ochiltree)
(1669年5月12日の勅許状によるスコットランド貴族爵位)

## ダンドナルド伯爵 (1669年)
- 初代ダンドナルド伯爵ウィリアム・コクラン（英語版） (不詳-1685)
- 2代ダンドナルド伯爵ジョン・コクラン (1660頃–1690) 先代の息子
- 3代ダンドナルド伯爵ウィリアム・コクラン (1686–1705) 先代の息子
- 4代ダンドナルド伯爵ジョン・コクラン (1687–1720) 先代の弟
- 5代ダンドナルド伯爵ウィリアム・コクラン (1708–1725) 先代の息子
- 6代ダンドナルド伯爵トマス・コクラン (1702–1737) 先代の従兄弟
- 7代ダンドナルド伯爵ウィリアム・コクラン (1729–1758) 先代の息子
- 8代ダンドナルド伯爵トマス・コクラン（英語版）  (1691–1778) 先代の従兄弟
- 9代ダンドナルド伯爵アーチボルド・コクラン（英語版） (1749–1831) 先代の息子
- 10代ダンドナルド伯爵トマス・コクラン (1775–1860) 先代の息子。ブラジル帝国からマラニャン侯爵の爵位を与えられる
- 11代ダンドナルド伯爵トマス・バーンズ・コクラン（英語版） (1814–1885) 先代の息子
- 12代ダンドナルド伯爵ダグラス・マッキノン・ベイリー・ハミルトン・コクラン（英語版） (1852–1935) 先代の息子
- 13代ダンドナルド伯爵トマス・ヘスケス・ダグラス・ブレア・コクラン（英語版） (1886–1958) 先代の息子
- 14代ダンドナルド伯爵イアン・ダグラス・レオナード・コクラン (1918–1986) 先代の甥
- 15代ダンドナルド伯爵イアン・アレグザンダー・ダグラス・ブレア・コクラン（英語版） (1961-) 先代の息子
  - 法定推定相続人は、現当主の長男のコクラン卿アーチボルド・イアン・トマス・ブレア・コクラン (1991-)